# Witold Pilecki

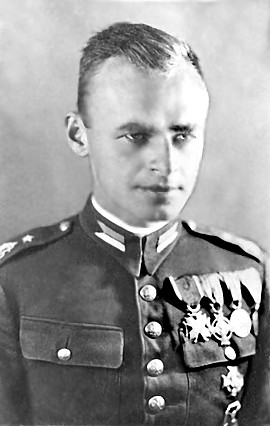
Witold Pilecki (vor 1939)

Witold Pilecki ['vitɔld pi'leʦki], Decknamen: Roman Jezierski, Tomasz Serafiński, Druh und Witold (* 13. Mai 1901 in Olonez, Russisches Kaiserreich; † 25. Mai 1948 in Warschau, Polen), war ein Offizier in der Zweiten Polnischen Republik. Er gründete während des Zweiten Weltkrieges die Widerstandsbewegung Tajna Armia Polska (dt. Geheime Polnische Armee) und war Mitglied der Armia Krajowa (dt. Heimatarmee). Als einziger bekannter Mensch ging er freiwillig in die Gefangenschaft des KZ Auschwitz. Dort organisierte er den Widerstand der Insassen und informierte bereits 1940 die westlichen Alliierten der Anti-Hitler-Koalition über die Gräueltaten der Nationalsozialisten im Lager. Er floh 1943 und nahm ein Jahr später am Warschauer Aufstand teil. 1948 verurteilte ihn ein Gericht der Volksrepublik Polen im Zuge der Stalinisierung Polens wegen Spionage zum Tod und ließ ihn kurz darauf hinrichten. Erst nach Ende des realsozialistischen Regimes wurde er rehabilitiert.

## Leben

### Frühes Leben und erste Kriegserfahrungen
Witold Pilecki wurde am 13. Mai 1901 in Olonez am Ufer des Ladogasees in Karelien geboren, wo seine Familie nach der Niederschlagung des Januaraufstandes von 1863 und 1864 durch die zaristischen Behörden zwangsweise angesiedelt worden war. Sein Großvater Józef Pilecki hatte wegen seiner Beteiligung am Aufstand sieben Jahre in der Verbannung in Sibirien verbracht. 1910 zog Pilecki mit seiner Familie nach Wilna, wo er seine Schulzeit abschloss und der damals geheimen Pfadfindergruppe Związek Harcerstwa Polskiego (dt. Vereinigung polnischer Pfadfinder, kurz ZHP) beitrat. 1916 zog er ins zentralrussische Orjol, wo er eine örtliche Gruppe der ZHP gründete.
Im Ersten Weltkrieg schloss sich Pilecki 1918 den polnischen Selbstverteidigungseinheiten in Wilna an und half unter der Führung von General Władysław Wejtka, Waffen zu sammeln und die sich nach Kriegsende zurückziehenden, demoralisierten deutschen Besatzungstruppen (vgl.: Ober Ost) zu entwaffnen. Anschließend nahm er zwischen 1919 und 1920 am Polnisch-Sowjetischen Krieg teil. Beim Dienst unter Major Jerzy Dąbrowski kommandierte er eine Abteilung des ZHP. Als seine Einheit an der Front von der Roten Armee überrannt wurde, führte sie eine Zeit lang Partisanenkämpfe hinter den feindlichen Linien. Pilecki trat später in die reguläre polnische Armee ein und kämpfte in einer Kavallerieeinheit bei der Verteidigung von Grodno. Am 5. August 1920 wurde er Mitglied des 211. Ulanenregimentes und kämpfte in der historischen Schlacht an der Weichsel sowie im Rūdninkai-Wald (pln. Puszcza Rudnicka), außerdem war er an der Befreiung von Wilna beteiligt. Für seine Tapferkeit wurde er zweimal mit dem Kreuz der Tapferen (pln. Krzyż Walecznych) ausgezeichnet.
Nach dem Polnisch-Sowjetischen Krieg, der 1921 mit dem Frieden von Riga endete, absolvierte Pilecki sein Abitur in Wilna und wurde 1926 im Rang eines Kavallerie-Fähnrichs demobilisiert. In der Zeit zwischen den Kriegen arbeitete er auf dem Bauernhof seiner Familie in Sukurcze. Am 7. April 1931 heiratete er Maria Ostrowska (* 1906; † 6. Februar 2002). Sie hatten zwei Kinder, die in Wilna geboren wurden, Andrzej (* 16. Januar 1932) und Zofia (* 14. März 1933).

### Zu Beginn des Zweiten Weltkrieges
Kurz vor dem Beginn des Zweiten Weltkrieges am 26. August 1939 mobilisiert, war Pilecki in der an der Grenze zu Ostpreußen aufmarschierten Armia Prusy als Kommandant einer Kavallerie-Kolonne der 19. Infanterie-Division eingesetzt. Seine Einheit war an den Kämpfen gegen die deutsche Invasion beteiligt und wurde teilweise aufgerieben. Pileckis Kolonne zog sich in südöstlicher Richtung nach Lemberg zurück, wo sie mit der kurz zuvor aufgestellten 41. Infanterie-Division vereinigt wurde. Während des Krieges zerstörten Pilecki und seine Männer sieben deutsche Panzer und schossen zwei Flugzeuge ab. Nachdem ab 17. September 1939 infolge des Hitler-Stalin-Paktes die Rote Armee das östliche Polen besetzt hatte, wurde Pileckis Einheit aufgelöst, und er kehrte mit seinem Major Jan Włodarkiewicz ins deutsch besetzte Warschau zurück.
Am 9. November 1939 gründeten die beiden Männer die Tajna Armia Polska (dt. Geheime polnische Armee, kurz TAP), eine der ersten Untergrundorganisationen im vom nationalsozialistischen Deutschland besetzten Polen. Pilecki wurde zum organisatorischen Kommandanten und erweiterte die TAP über Warschau hinaus nach Siedlce, Radom, Lublin und andere Großstädte in Zentralpolen. 1940 verfügte die TAP über rund 8.000 Männer (mehr als die Hälfte von ihnen bewaffnet), etwa 20 Maschinengewehre und diverse Panzerbüchsen. Später wurde die Organisation in die Armia Krajowa (pln. Heimatarmee, kurz AK) integriert und zum Kern der sogenannten Wachlarz-Einheit formiert.

### Die Auschwitz-Kampagne: 945 Tage
1940 präsentierte Pilecki seinen Vorgesetzten den Plan, sich ins KZ Auschwitz I in Oświęcim einschleusen zu lassen, aus dem Inneren Informationen über das Lager zu sammeln und den Widerstand der Insassen zu organisieren. Bisher wusste man wenig über die deutschen Aktivitäten im Lager, das man für ein Internierungslager oder ein großes Gefängnis hielt. Seine Vorgesetzten stimmten dem Plan zu und besorgten ihm einen falschen Pass mit dem Namen „Tomasz Serafiński“. Am 19. September 1940 ging er freiwillig bei einer Razzia (pln. Łapanka) in Warschau auf die Straße und wurde zusammen mit 2.000 Zivilisten (darunter Władysław Bartoszewski) von den Deutschen gefangen genommen. Nach zwei Tagen der Folter in einer Baracke der Wehrmacht wurden die Überlebenden ins KZ Auschwitz geschickt. Auf Pileckis Unterarm wurde die ihm zugewiesene Häftlingsnummer 4859 tätowiert. Beim Fotografieren des Häftlings wurden ihm zwei Zähne ausgeschlagen, weil er das Schild nicht zwischen den Zähnen hatte.

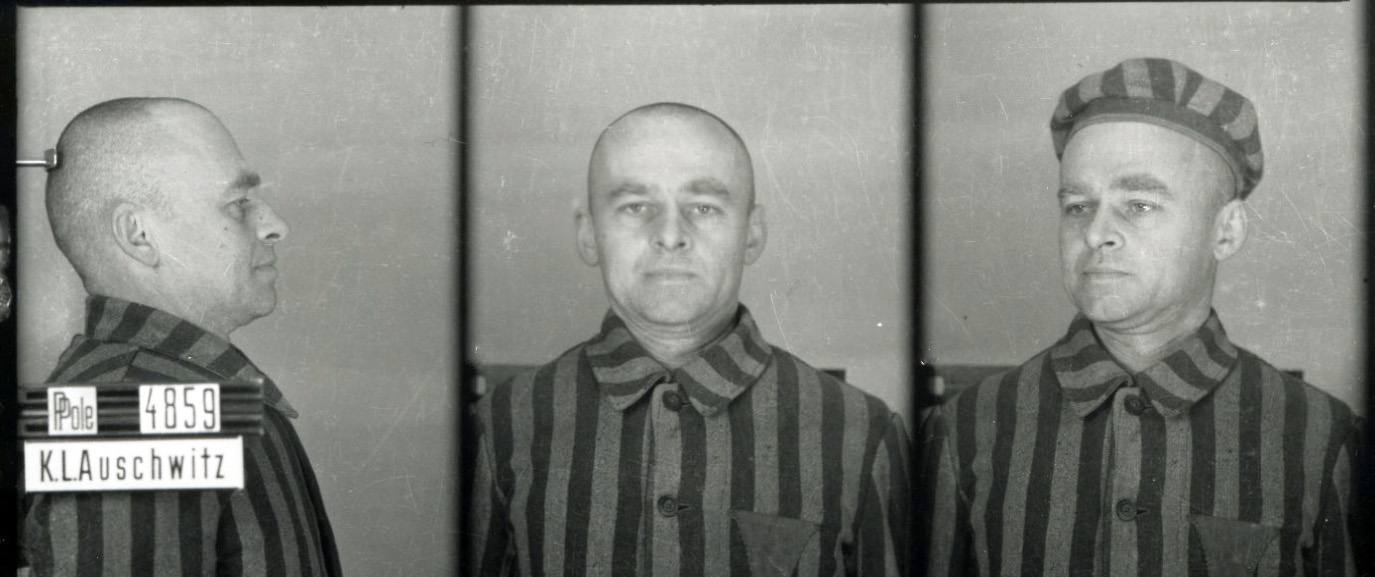
Witold Pilecki im KL Auschwitz mit der Häftlingsnummer 4859, Auschwitz 1940

Während er in Auschwitz in verschiedenen Kommandos arbeitete und eine Lungenentzündung überlebte, organisierte er im Untergrund die Vereinigung militärischer Organisationen (pln. Związek Organizacji Wojskowej, kurz ZOW). Zu den Aufgaben der ZOW gehörte die Verbesserung der Moral der Insassen, die Versorgung mit Nachrichten von außen, die Beschaffung zusätzlicher Nahrung und Kleidung für die Mitglieder, die Errichtung von Nachrichtennetzwerken und Zugabteilungen, um das Lager bei einem Entlastungsangriff der AK, dem Abwurf von Waffen aus Flugzeugen oder einer Landung der in Großbritannien stationierten Ersten Polnischen Unabhängigen Fallschirmbrigade zu übernehmen.
1941 war die ZOW deutlich gewachsen. Zu den Mitgliedern gehörten der Bildhauer Xawery Dunikowski und der dreimalige Teilnehmer an Olympischen Winterspielen Bronisław Czech. Die Mitglieder arbeiteten in der Lagerverwaltung der SS (Rachwalowa, Rodziewicz, Olszowka, Jakubski und Miciukiewicz), den Lagerhallen (Czardybun) und im sogenannten Sonderkommando, das die Leichen verbrannte (Dragon und Mandelbaum). Die Organisation besaß zudem einen Gerichtshof im Untergrund und Versorgungslinien nach außen. Dank der Bürger, die in der Nachbarschaft wohnten, erhielt sie regelmäßig medizinische Hilfsmittel.
Die ZOW lieferte dem polnischen Untergrund Informationen über das Lager und die dortigen Aktivitäten der Deutschen. Viele kleinere Untergrundorganisationen in Auschwitz verbündeten sich mit der ZOW. Im Herbst 1941 wurde Oberst Jan Karcz ins neu errichtete und nur wenige Kilometer entfernt liegende Vernichtungslager KZ Auschwitz-Birkenau gebracht, wo er den Aufbau der Strukturen der ZOW fortführte. Im Frühjahr 1942 hatte die Organisation mehr als 1000 Mitglieder in den meisten Teillagern, darunter Frauen, Tschechen und Juden. Die Insassen bauten einen Radioempfänger und versteckten ihn im Krankenhaus des Lagers.
Ab Oktober 1940 schickte die ZOW Berichte nach Warschau, und ab März 1941 wurden Pileckis Berichte über die polnische Widerstandsbewegung zur britischen Regierung in London geschickt. Pilecki hoffte, dass entweder die Alliierten Waffen oder Truppen ins Lager bringen würden oder dass die Heimatarmee einen Angriff von außen organisieren würde. 1943 erkannte er jedoch, dass keine derartigen Pläne existierten. In der Zwischenzeit verdoppelte die Gestapo ihre Bemühungen, Mitglieder der ZOW aufzuspüren. Pilecki entschied sich zur Flucht aus dem Lager, verbunden mit der Hoffnung, die Anführer der Heimatarmee persönlich davon zu überzeugen, dass ein Rettungsversuch eine Option sei. Als er zu einer Nachtschicht in der Lagerbäckerei außerhalb des Zauns eingeteilt wurde, überwältigte er mit zwei Kameraden die Wache, durchtrennte die Telefonleitung und floh mit Dokumenten, die er den Deutschen gestohlen hatte, in der Nacht vom 26. zum 27. April 1943. Im Fall ihrer Festnahme waren sie bereit, Cyanid zu schlucken, um zu verhindern, dass die Deutschen etwas von ihren Kenntnissen erfuhren. Nach einigen Tagen gelang ihnen mit der Hilfe der örtlichen Bevölkerung die Flucht aus dem Gebiet, und sie nahmen Kontakt mit den Einheiten der Heimatarmee auf. Pilecki verfasste einen weiteren detaillierten Bericht über die Zustände in Auschwitz.
Er wurde am 11. November 1941 zum Oberleutnant befördert.
Der spätere SED-Kader Bruno Baum erwähnt Pilecki nur in der ersten Ausgabe seines Erlebnisberichts aus dem KZ von 1949, und zwar in herablassender Weise:

„Gewiß gab es auch ab und an Schwierigkeiten, bedingt dadurch, daß manch polnischer Kavallerieleutnant, der im KZ saß, glaubte, die Befreiung Polens müßte von ihm kommen, sich hinsetzte, einen Plan ausarbeitete und nun versuchte, ihn auf alle möglichen Arten durchzuführen.“

Nach weiteren negativen Äußerungen über die Londoner polnischen Exilkräfte insgesamt findet er noch einen versöhnenden Schluss: „Es gelang uns trotzdem, mit allen diesen Kräften zusammenzuarbeiten.“

### Warschauer Aufstand
Am 25. August 1943 kam Pilecki in Warschau an und trat als Mitglied der Nachrichtenabteilung in die Heimatarmee ein. Letztere entschied nach dem Verlust mehrerer Funktionäre bei der Erforschung der Umgebung des Lagers, darunter der Cichociemni-Kommandant Stefan Jasieński, dass sie ohne die Hilfe der Alliierten nicht stark genug sei, das Lager einzunehmen. Pileckis detaillierter Bericht (Raport Witolda) wurde nach London geschickt. Die britischen Autoritäten lehnten die Unterstützung aus der Luft für eine Operation, die den Insassen zur Flucht verhelfen sollte, ab. Ein Luftangriff wurde als zu riskant befunden, und die Berichte der Heimatarmee über die Gräueltaten der Nazis wurden als Übertreibungen eingeschätzt. So hatte Pilecki geschrieben: „Während der ersten drei Jahre verschwanden in Auschwitz zwei Millionen Menschen, in den folgenden zwei Jahren drei Millionen.“
Pilecki wurde bald zum Hauptmann der Kavallerie (Rotmistrz) befördert und Mitglied der geheimen antikommunistischen Organisation NIE (pln. für „nein“, sowie als Abkürzung für Niepodległość „Unabhängigkeit“), die innerhalb der Heimatarmee den Widerstand gegen eine bevorstehende sowjetische Besatzung vorbereiten sollte.
Als der Warschauer Aufstand am 1. August 1944 ausbrach, gehörte Pilecki als Freiwilliger zur Chrobry-II-Gruppe. Zuerst kämpfte er im nördlichen Stadtzentrum, ohne seinen Rang zu offenbaren, als einfacher Soldat. Später enthüllte er seine wahre Identität und übernahm das Kommando der 2. Kompanie, die in der Towarowa- und der Pańska-Straße kämpfte. Seine Kräfte hielten ein befestigtes Gebiet, das als „Große Bastion von Warschau“ bezeichnet wurde. Es war eine der abgelegensten Partisanen-Schanzen und bereitete den deutschen Versorgungslinien deutliche Schwierigkeiten. Die Bastion hielt zwei Wochen lang den andauernden Angriffen der deutschen Infanterie und Panzer stand.
Nach der Kapitulation des Aufstandes versteckte Pilecki einen Waffenvorrat in einer privaten Wohnung und ergab sich am 5. Oktober 1944 der Wehrmacht. Er wurde nach Deutschland geschickt und im Internierungslager Lamsdorf, einem Kriegsgefangenenlager bei Lamsdorf in Schlesien, inhaftiert. Später wurde er nach Oflag VII A in Murnau am Staffelsee überführt, wo er schließlich am 28. April 1945 von Truppen der US 12th Armored Division befreit wurde.

### Verfolgung und Ermordung im sowjetisch besetzten Polen

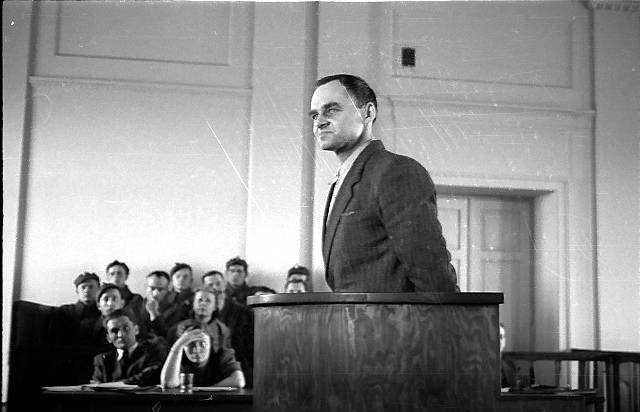
Pilecki vor Gericht (März 1948)

Pilecki verließ Murnau am 11. Juli 1945 und wurde in die militärische Nachrichtenabteilung des Polnischen II. Korps unter General Władysław Anders nach Ancona versetzt. Dort erhielt er den Befehl, heimlich eine große Menge Geld ins sowjetisch besetzte Polen zu transportieren, aber die Operation wurde abgesagt. Im September 1945 befahl ihm Anders, nach Polen zurückzukehren und Nachrichten für den Westen zu sammeln.
Er ging zurück und setzte den Aufbau seines Nachrichtennetzwerkes fort, während er gleichzeitig eine Monografie über das KZ Auschwitz schrieb. Im Frühjahr 1946 entschied die polnische Exilregierung jedoch, dass es in der politischen Situation nach dem Krieg keine Hoffnung auf die Befreiung Polens gebe, und befahl allen noch in den Wäldern befindlichen Partisanen, entweder in ihr bürgerliches Leben zurückzukehren oder in den Westen zu fliehen. Pilecki lehnte eine Ausreise ab und beschäftigte sich damit, die Partisanenverbände im östlichen Polen aufzulösen.
Im April 1947 begann er, Beweise für sowjetische Gräueltaten sowie die Verfolgung von Polen (vor allem Mitglieder der Heimatarmee und die aus dem Exil zurückgekehrten Soldaten der Polnischen Streitkräfte im Westen) und ihre Hinrichtung oder Inhaftierung im sowjetischen Gulag zu sammeln.
Am 8. Mai 1947 wurde er selbst vom polnischen kommunistischen Geheimdienst Urząd Bezpieczeństwa (dt. Sicherheitsamt) verhaftet. Vor der Gerichtsverhandlung wurde er wiederholt gefoltert, verriet aber keine geheimen Informationen und versuchte, andere Gefangene zu schützen. Am 3. März 1948 fand ein Schauprozess statt, bei dem viele, wahrscheinlich gefälschte Dokumente als Beweise herangezogen wurden. Beweise gegen Pilecki wurden vom späteren polnischen Premier Józef Cyrankiewicz, selbst Auschwitz-Überlebender und mittlerweile Angehöriger der Nomenklatura des stalinisierten Polens, präsentiert. Pilecki wurde wegen Spionage für die westlichen Alliierten und General Anders angeklagt. Am 15. Mai wurde er mit drei Kameraden zum Tod verurteilt. Zehn Tage später wurde er im Gefängnis Mokotów hingerichtet. Seine Grabstätte wurde nie gefunden; er wurde vermutlich auf einer Müllkippe in der Nähe des Powązki-Friedhofs in Warschau begraben.
Bis 1989 wurden Informationen über Pileckis Taten und sein Schicksal vom kommunistischen Regime Polens unterdrückt. Erst nach dessen Untergang wurde Pilecki am 1. Oktober 1990 rehabilitiert. Seine Verurteilung basierte nach allgemeiner Ansicht auf falschen Vorwürfen und Beweisen und gehörte zur Verfolgung von Mitgliedern der Heimatarmee und anderen Verbündeten der polnischen Exilregierung in London. Im Jahr 2003 wurden der Ankläger und einige andere Beteiligte des Prozesses wegen Mittäterschaft an Pileckis Ermordung verurteilt. Cyrankiewicz war bereits 1989 verstorben. 
Am 6. September 2013 wurde Pilecki postum zum Oberst befördert.

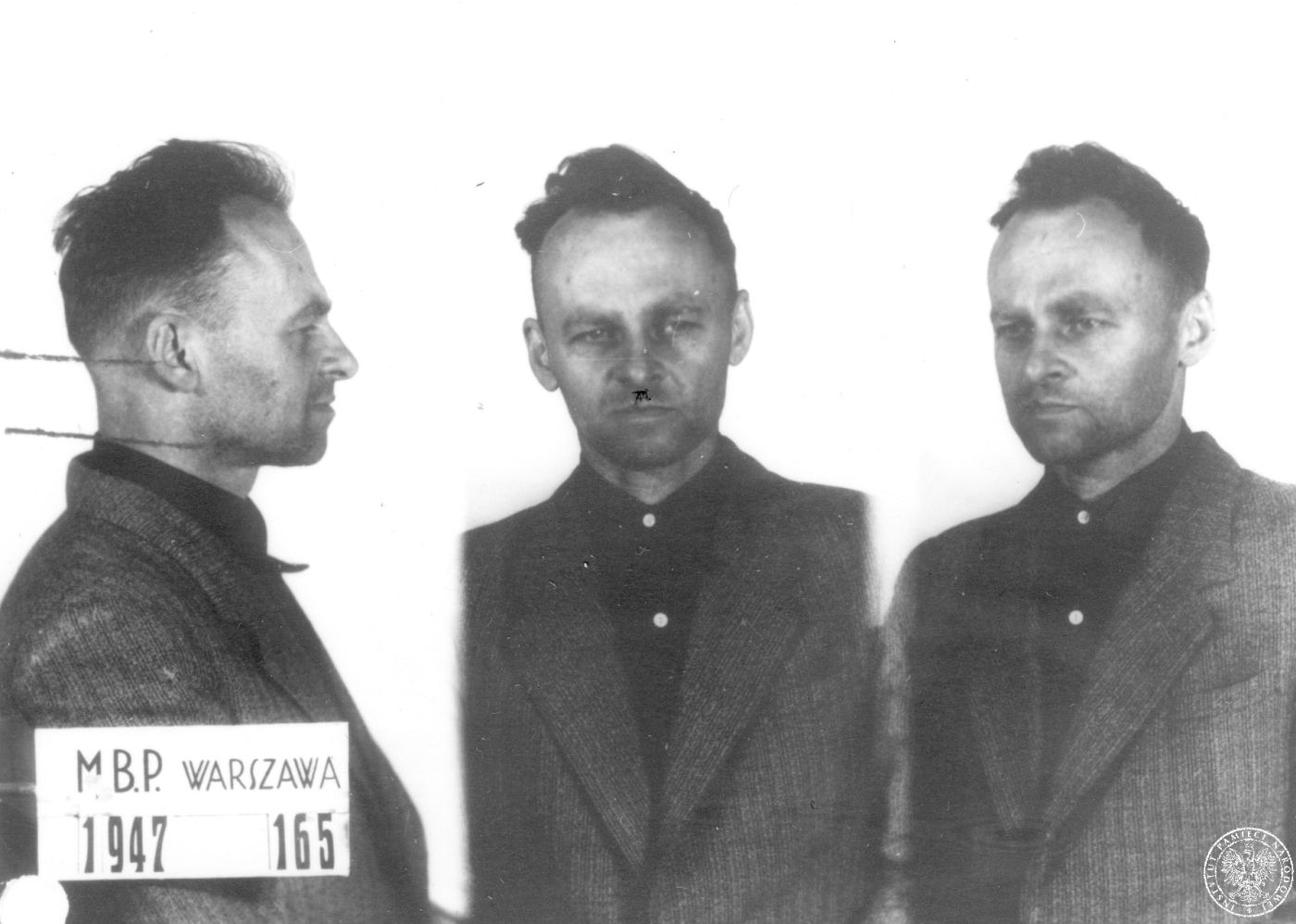
Fotografien von Witold Pilecki im Gefängnis Mokotów 1947
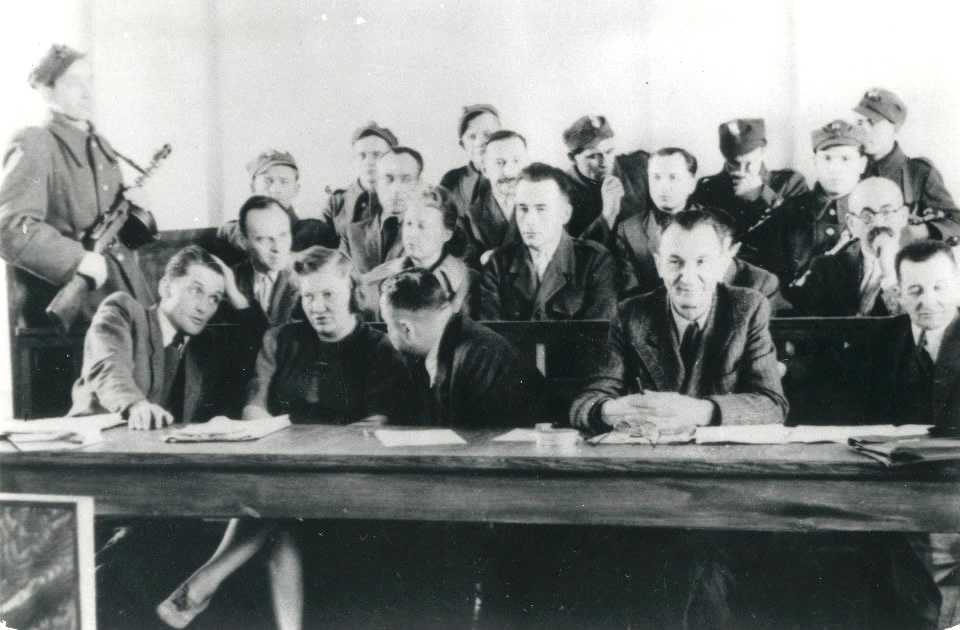
Prozess gegen Witold Pilecki 1948
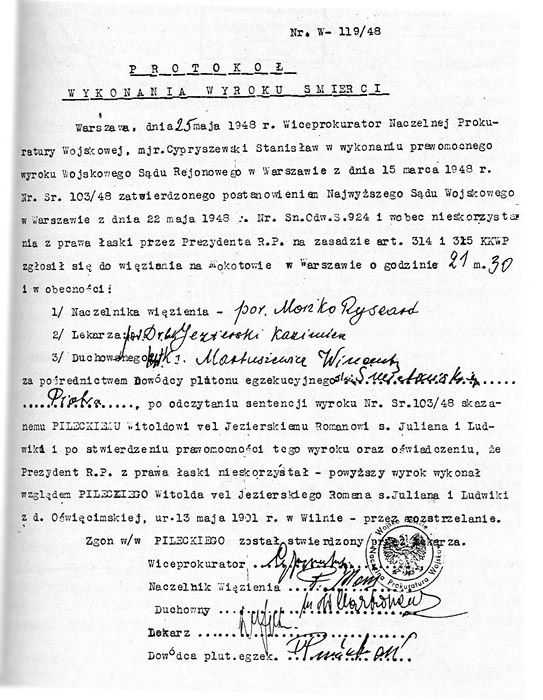
Protokoll der Hinrichtung 1948

## Pilecki in der Erinnerungskultur

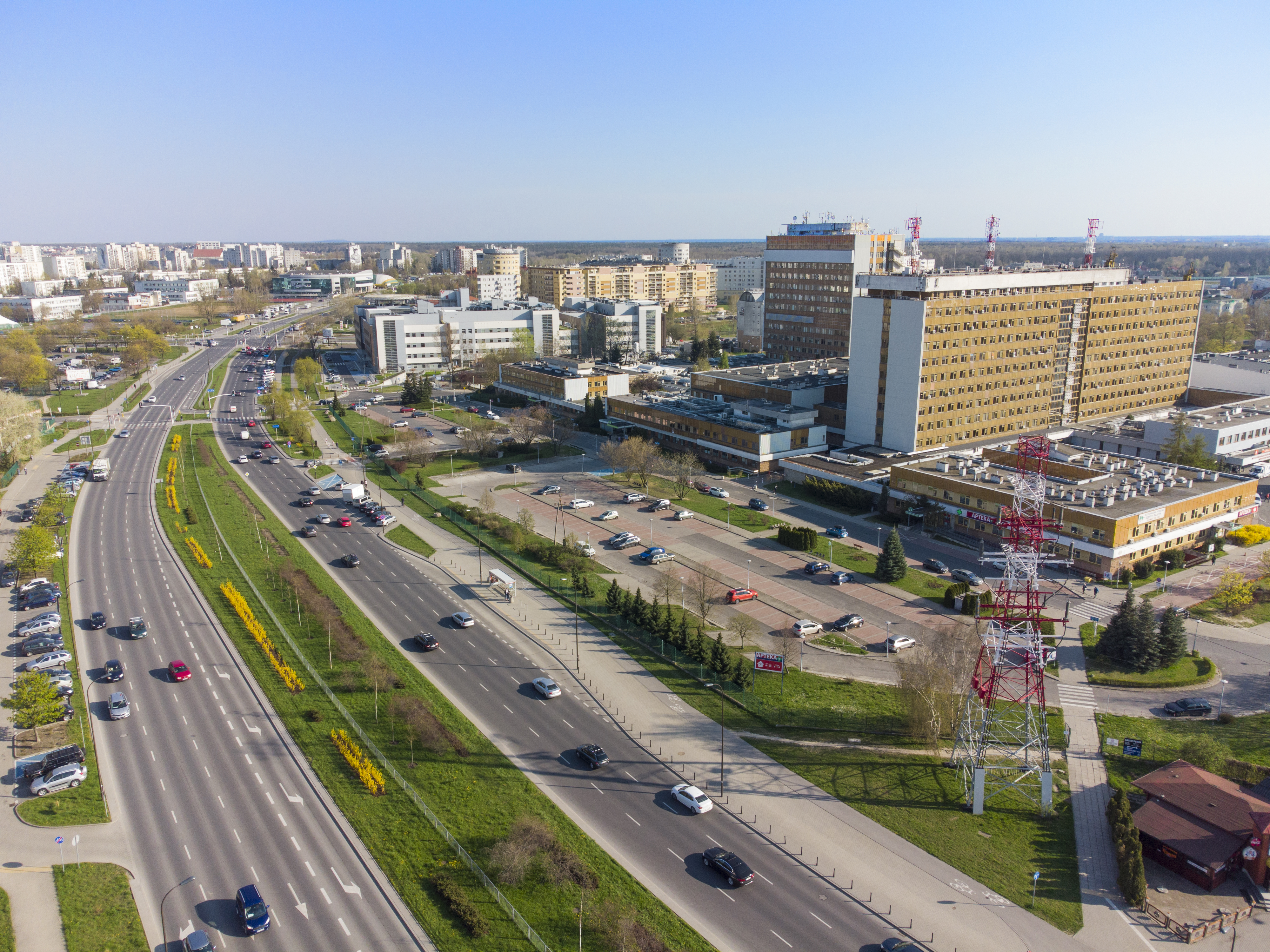
Pileckistraße in Warschau

Das Gedenken an Pilecki spielt eine wichtige Rolle in der Erinnerungskultur Polens, wo er durch eine Reihe von Namensgebungen geehrt wurde:
- Staatliche Rittmeister-Witold-Pilecki-Hochschule Oświęcim
- Rittmeister-Witold-Pilecki-Medaille, die höchste Auszeichnung der Staatlichen Rittmeister-Witold-Pilecki-Hochschule Oświęcim
- Pilecki-Institut, polnisches Geschichts- und Kulturvermittlungsinstitut[3]
- In Zabrze wurde 2008 der Pilecki-Park nach Pilecki benannt.
- In Polen sind zahlreiche Straßen nach ihm benannt.[4]

In Berlin wird seit 2023 mit einer Dauerausstellung im Pilecki-Institut am Pariser Platz an Pilecki erinnert.
 

Der französische Comicautor Gaétan Nocq widmete 2019 der Geschichte Pileckis die Graphic Novel Rapport W.

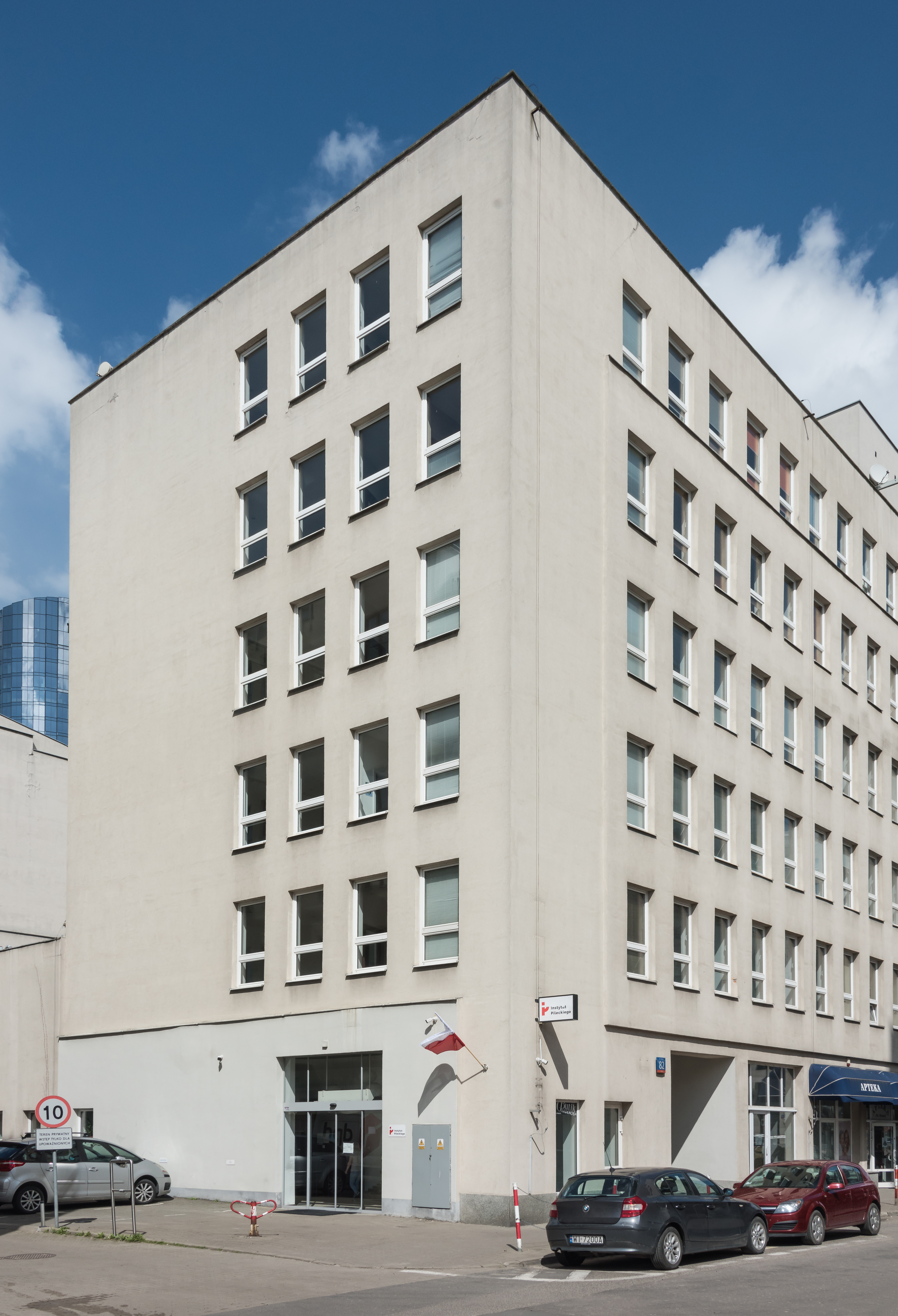
Pilecki-Institut in Warschau
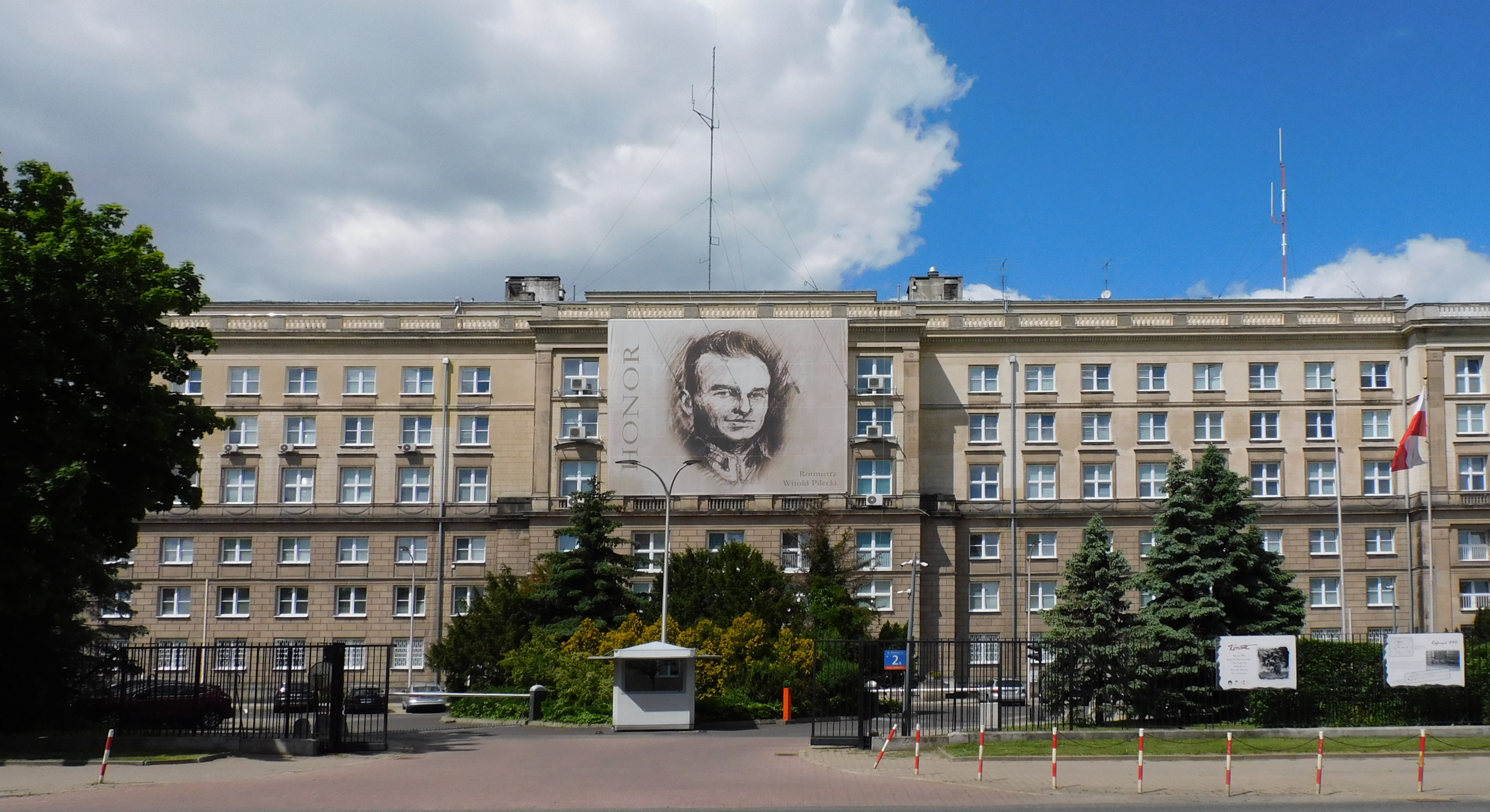
Plakatwand am Gebäude des Innenministeriums in Warschau zum Gedenken an Witold Pilecki
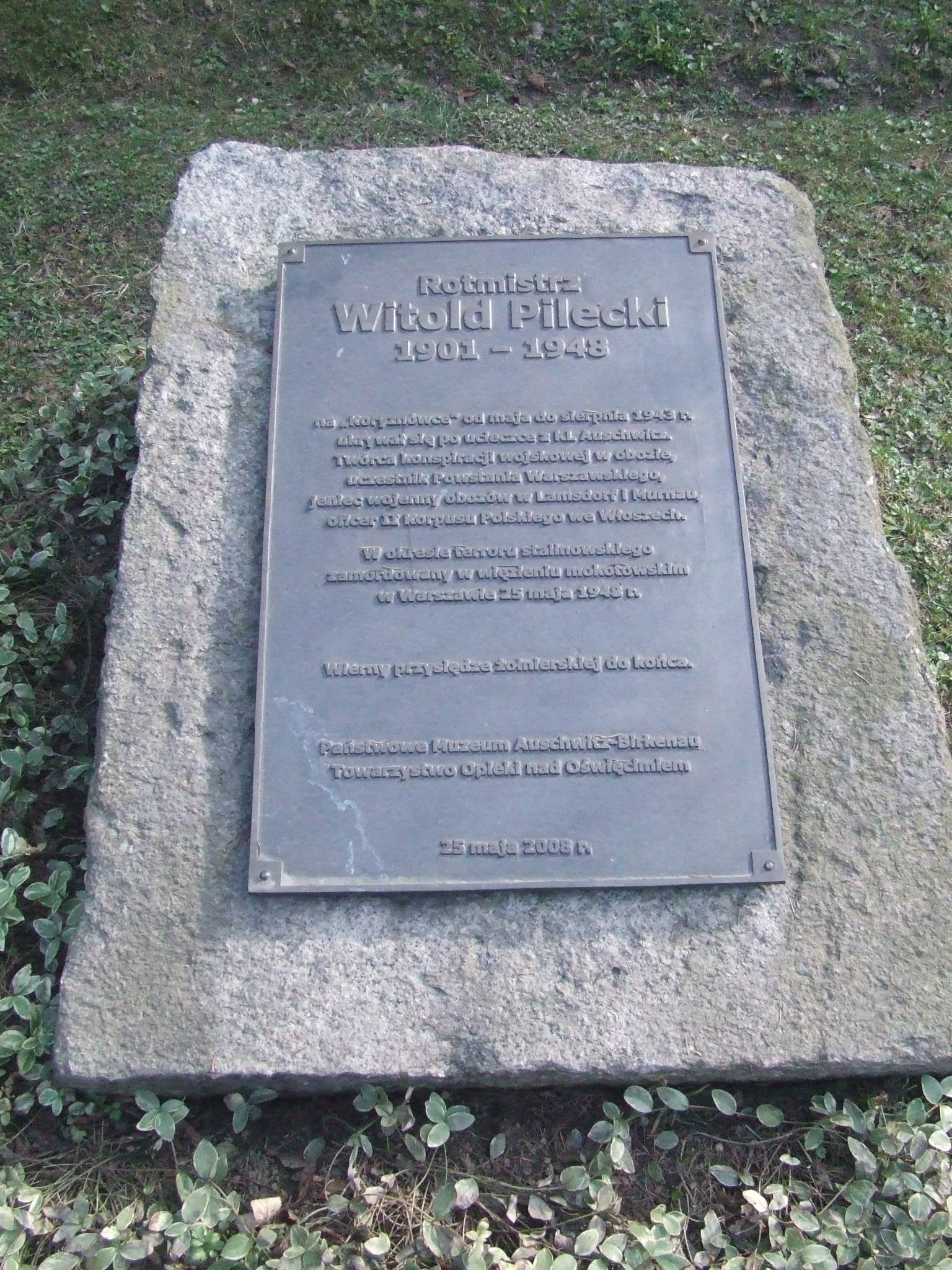
Gedenktafel im Pilecki-Park in Zabrze
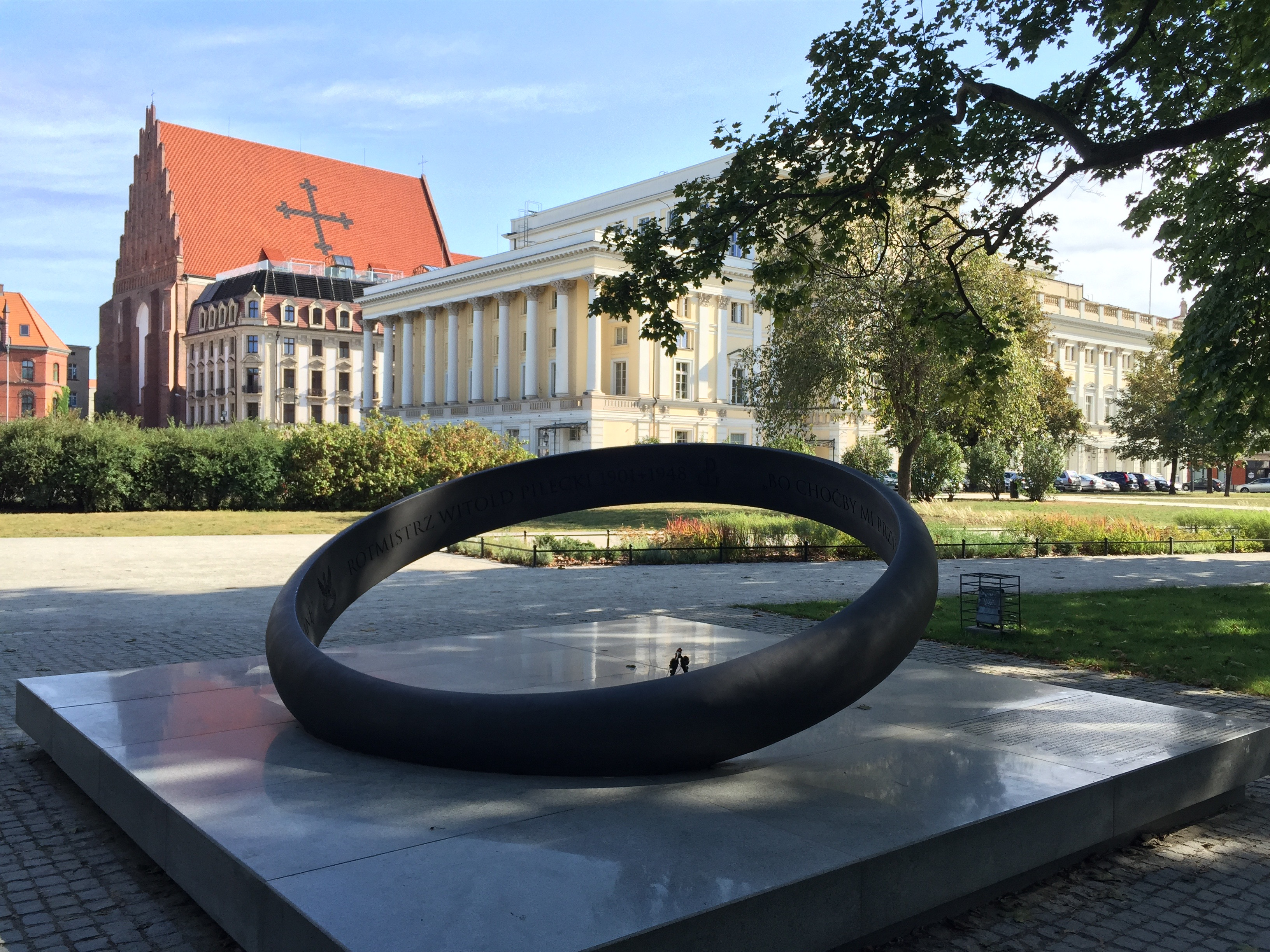
Denkmal für Witold Pilecki in Breslau
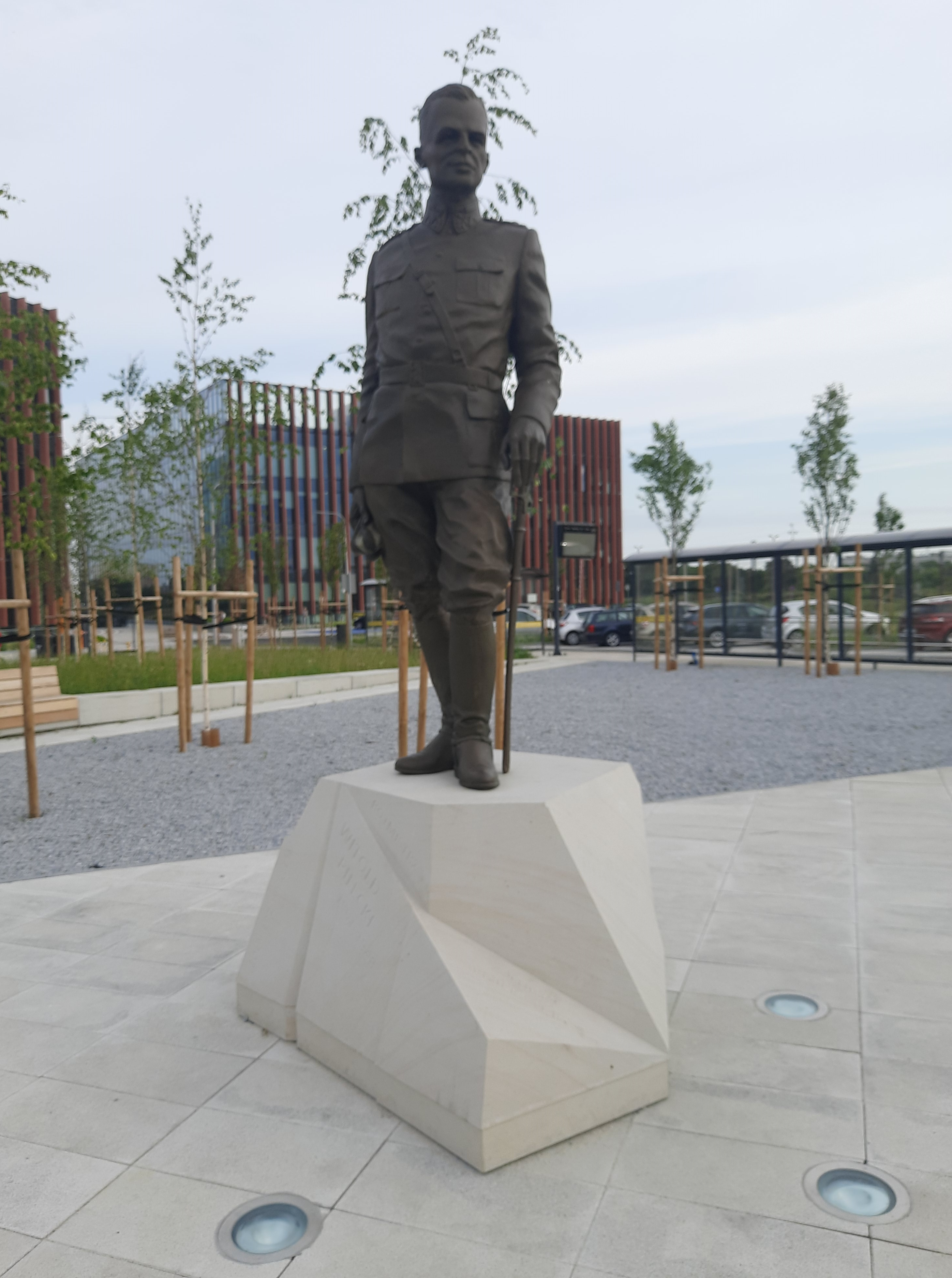
Denkmal für Witold Pilecki in Oppeln

Filme:
- Adrian Hartrick, Dominika Ożyńska: The man who volunteered to be imprisoned in Auschwitz. BBC, 11-Min-Video, 2021.
- Mit dem Mut der Verzweiflung, Dokumentarfilm, ZDF, 2015.

## Auszeichnungen
- Ritter des Ordens des Weißen Adlers (postum, 2006)
- Offizierskreuz des Ordens Polonia Restituta (postum, 1995)
- Ehrenbürgerwürde der Stadt Warschau (postum, 2009)
- Tapferkeitskreuz (Polen), zweimal verliehen
- Silbernes Verdienstkreuz der Republik Polen (1938)
- Verdienstkreuz für Mittellitauen
- Ehrenmedaille für den Krieg 1918-21
- Das Jahrzehnt zurückgewonnener Unabhängigkeit
- Auschwitz-Kreuz (postum)
- Kreuz des Warschauer Aufstands
- Stern der Beharrlichkeit (postum)

## Werk
- W P: The Auschwitz Volunteer: Beyond Bravery. Übers. Jarek Garlinski. Aquila Polonica, 2012, ISBN 978-1-60772-010-2, ISBN 978-1-60772-009-6 (seine Originalberichte in einer Übersetzung)
  - Polnisches Original beim Polish Underground Movement Study Trust, London
  - Deutsche Fassung: W P, Freiwillig nach Auschwitz. Die geheimen Aufzeichnungen des Häftlings Witold Pilecki Übers. aus dem Englischen Dagmar Mallett. Orell Füssli, Zürich 2013, 256 S. ISBN 978-3-280-05511-3 (Rezension: Jochen August, in: Einsicht. Bulletin des Fritz-Bauer-Instituts. Nr. 11. Frankfurt, 2014 (Frühjahr) ISSN 1868-4211 S. 79f.)

## Verweise
1. ↑  Witold Pilecki: Raport „W“. Witold Pileckis Bericht aus Auschwitz (Übersetzung der polnischen Originalversion von Jan Skorup, April 2014). 27. April 2014 (wordpress.com).
2. ↑  Bruno Baum: Widerstand in Auschwitz. Bericht der internationalen antifaschistischen Lagerleitung; VVN Berlin 1949; S. 32. In der erweiterten Ausgabe von 1962 fehlt der Abschnitt, er müsste auf S. 86 stehen.
3. ↑  Jan Puhl: Pilecki-Institut zur polnischen Geschichte: »Die Deutschen wissen fast nichts«. Interview mit Hanna Radziejowska, Leiterin des Berliner Pilecki-Instituts. In: Der Spiegel. 30. April 2021, abgerufen am 30. April 2021.
4. ↑  Florian Hassel: Wendemanöver für Polens Straßen. Alleen, Plätze und Brücken werden nach dem Willen der nationalkonservativen Regierung umbenannt. In: Süddeutsche Zeitung vom 2. Januar 2018, S. 6.
5. ↑  Unsere Dauerausstellung "Witold Pilecki. Im Widerstand gegen Hitler und Stalin". In: berlin.instytutpileckiego.pl. Instytut Pileckiego, abgerufen am 19. Oktober 2024.

| Personendaten    | Personendaten                         |
| ---------------- | ------------------------------------- |
| NAME             | Pilecki, Witold                       |
| KURZBESCHREIBUNG | polnischer Soldat, Widerstandskämpfer |
| GEBURTSDATUM     | 13. Mai 1901                          |
| GEBURTSORT       | Olonez, Russisches Kaiserreich        |
| STERBEDATUM      | 25. Mai 1948                          |
| STERBEORT        | Warschau, Polen                       |